# Plumegesta
Plumegesta és un gènere d'arnes de la família Crambidae.

## Taxonomia
- Plumegesta callidalis
- Plumegesta largalis Munroe, 1972